# Дамба (село)
Да́мба (каз. Дамба) — село у складі Атирауської міської адміністрації Атирауської області Казахстану. Адміністративний центр Дамбинський сільського округу.
Населення — 2442 особи (2021; 1152 у 2009, 1967 у 1999, 1997 у 1989).